# Ferrovial
Ferrovial S.E. (Grupo Ferrovial) ist ein weltweit operierendes niederländisches Bauunternehmen mit Sitz in Amsterdam. Es war 2015 in mehr als 25 Ländern aktiv und hatte ca. 74.000 Angestellte. Ferrovial ist im IBEX 35 gelistet.
Unternehmensgründer war Rafael del Pino, der 1952 mit einer Eisenbahnbaufirma mit dem Firmennamen Ferrovial begann. Rund 40 % des Unternehmenskapitals werden von der Familie Del Pino kontrolliert. Davon halten die Kinder von Rafael del Pino, Rafael 20,1 %, María del Pino y Calvo-Sotelo 8,090 %; Joaquín del Pino y Calvo-Sotelo 2,524 % und Leopoldo del Pino y Calvo-Sotelo 8,296 % der Aktien des Unternehmens.

## Tätigkeit
Ferrovial betreibt sechs Hauptgeschäftsfelder:
- Autobahnen

Investitionen und Bau von Autobahnen und den damit einhergehenden Unterhalt der Infrastruktur. Mit der Ferrovial-Tochter Cintra ist das Unternehmen derzeit in Kanada, den USA, Spanien, Großbritannien, Portugal, Irland, Griechenland, Kolumbien und Australien vertreten. Hier werden 28 Konzessionen mit mehr als 2.232 Kilometer Straßen betrieben, in Spanien etwa die Teilstrecken der Autopista del Sol Málaga-Estepona-Guadiaro, in Kanada die 407 ETR, in Dallas, USA die LBJ Express.
- Bauwesen

Entwurf und Konstruktion komplexer Infrastrukturen, administrativer und industrieller Bauten. Ferrovial Agroman, das für Bauwesen zuständige Unternehmen, hat seit 1952 mehr als 4.600 Kilometer Eisenbahnstrecken in Spanien fertiggestellt. Davon sind rund 700 Kilometer Hochgeschwindigkeitsstrecken für den AVE.
Die Bahnstrecken verbinden:
- Madrid mit Andalusien (Sevilla und Málaga) mit 160 Kilometer Länge;
- Madrid mit Barcelona (bis zur französischen Grenze) mit 237 Kilometer;
- Madrid mit dem Nordosten (Segovia, Valladolid, Galicien, Baskenland und Asturien) mit 128 Kilometer;
- Madrid und die Mittelmeerregion (Valencia, Castellón, Murcia) mit 197 Kilometer.

- Flughäfen

Investitionen und Betrieb von Flughäfen: Hierzu zählen die British Airports Authority mit den Flughäfen Heathrow, Glasgow, Aberdeen und Southampton und die damit verbundene Abwicklung von 140 Fluggesellschaften und ca. 87 Millionen Passagieren.
- Energie Infrastruktur
- Mobilität
- Wasser

## Geschichte
Im Jahre 2000 erwarb Ferrovial eine Mehrheit am polnischen Bauunternehmen Budimex. 
Am 5. Juni 2006 erwarb Ferrovial für 10 Milliarden £ die Heathrow Airport Holdings/British Airports Authority, den Betreiber von sieben Flughäfen in Großbritannien. Ferrovial war 2009 mit über 25 Milliarden Euro verschuldet. Die britische Kartellbehörde Competition and Markets Authority verfügte am 19. März 2009,  BAA müsse drei Flughäfen verkaufen.
Ferrovial besitzt über sein Tochterunternehmen Amey Anteile an Tube Lines, einem der beiden Betreiber der London Underground.
Im Dezember 2009 verschmolz Ferrovial mit dem Tochterunternehmen Cintra. Dadurch entstand ein einziges Unternehmen mit einer Marktkapitalisierung von rund 5,8 Mrd. € sowie über 100.000 Beschäftigten weltweit.
Im Dezember 2015 bot Ferrovial 490 Millionen für den Kauf des australischen Unternehmens Broadspectrum. Dieses betreibt u. a. Internierungslager. 2019 trennte sich Ferrovial wieder von dieser Beteiligung.
Am 9. Dezember 2015 wurde bekannt, dass die Autonome Gemeinschaft Madrid, vertreten durch deren Präsidentin Christina Cifuentes (PP), eine von der Cintra gebaute, jedoch nie fertiggestellte Autobahn (die MP-203) kaufen wollte. Die Autobahn mit einer Länge von 12,5 Kilometern, zu deren Vervollständigung 300 Meter fehlten, ist seit 2007 verwaist. Das Tochterunternehmen der Ferrovial hatte bis 2015 70 Millionen Euro investiert.
Bei der Jahreshauptversammlung am 13. April 2023 billigte eine Mehrheit der Aktionäre den Vorschlag des Ferrovial-Verwaltungsrates, den Unternehmenssitz von Madrid nach Amsterdam zu verlegen. Dies soll ein Zwischenschritt auf dem Weg an die New Yorker Börse sein. Die Regierung Sanchez unter Ministerpräsident Pedro Sánchez politisierte dies.

## Illegale Parteifinanzierung und Korruption
Am 8. März 2017 berichten spanische Medien, dass der ehemalige Präsident des Palau de la Mùsica (Palast der katalanischen Musik) Felix Millet vor Gericht aussagte, dass Ferrovial zur illegalen Parteifinanzierung an die Partei Convergencia unter Artur Mas hohe Summen spendete und im Gegenzug dafür öffentliche Bauaufträge erhielt. Bestätigt wurde dieses illegale Procedere vom Finanzvorstand Gemma Montull, der Tochter des ehemaligen Verwaltungsdirektors. Die Bestechungssummen in Höhe von 4 % wurden aufgeteilt: 2,5 % für die Partei und den Rest teilten sich der ehemalige Verwaltungsdirektor Jordi Montull und Felix Millet. Auf die Frage des Gerichts, weshalb 4 %, früher seien doch 3 % gezahlt worden, antwortete Montull, weil die Partei mehr Geld verlangt habe. So seien insgesamt 3,7 Millionen aus dem Etat des Palau de Música in bar an die Schatzmeister der CDC ausbezahlt worden.

## Kritik
Die Europäische Kommission kritisiert die hohen spanischen Investitionen in den Bau neuer Autobahnen und Hochgeschwindigkeitsstrecken trotz deren Unrentabilität.
2016 erwarb Ferrovial eine Firma, die auch ein Internierungslager auf der Pazifikinsel Nauru (Nauru Detention Centre) betrieb. Regierungsberichten zufolge kam es dort zu Gewalttaten und sexuellem Missbrauch. Der Betreibervertrag mit der australischen Regierung lief 2017 aus.